# Вилијам Шарп Маклеј
Вилијам Шарп Маклеј (енгл. William Sharp Macleay; Лондон, 21. јул 1792 — Сиднеј, 26. јануар 1865) био је британски државни службеник и ентомолог.
Након дипломирања, радио је за британску амбасаду у Паризу. У то време интересовале су га и природне науке, па је објавио и књигу о инсектима, а дописивао се са Чарлсом Дарвином.
Године 1825. преселио се у Хавану, где је радио као судија. Године 1839. преселио се у Аустралију где се наставио бавити ентомологијом, а почео је проучавати и морске организме.